# یون لوکومی
یون لوکومی (انگلیسی: Jhon Lucumí؛ زادهٔ ۲۶ ژوئن ۱۹۹۸) بازیکن فوتبال اهل کلمبیا است.
از باشگاه‌هایی که در آن بازی کرده‌است می‌توان به باشگاه ورزشی دیپورتیوو کالی اشاره کرد.
وی همچنین در تیم ملی فوتبال کلمبیا بازی کرده‌است.